# Mrkonjića Lug
Mrkonjića Lug je nekdanje naselje v mestu Bihać, Bosna in Hercegovina, od leta 1991. del naselja Bihać.  

## Prebivalstvo
| Pregled števila prebivalcev po letih | Pregled števila prebivalcev po letih | Pregled števila prebivalcev po letih | Pregled števila prebivalcev po letih | Pregled števila prebivalcev po letih |
| ------------------------------------ | ------------------------------------ | ------------------------------------ | ------------------------------------ | ------------------------------------ |
| 1948                                 | 1953                                 | 1961                                 | 1971                                 | 1981                                 |
| -                                    | -                                    | -                                    | 1.017                                | 1.250                                |

| Narodna sestava prebivalstva po letih                                                                                             | Narodna sestava prebivalstva po letih                                                                                               | Narodna sestava prebivalstva po letih |
| --- | --- | ------------------------------------- |
| 1971 | 1981 |                                       |
| . skupaj: 1.017 Muslimani 861 (84,66 %) Srbi 130 (12,78 %) Hrvati 2 (0,19 %) Jugoslovani 13 (1,27 %) drugi in neznano 11 (1,08 %) | . skupaj: 1.250 Muslimani 1.001 (80,08 %) Srbi 144 (11,52 %) Hrvati 4 (0,32 %) Jugoslovani 87 (6,96 %) drugi in neznano 14 (1,12 %) |                                       |